# Pootsi
Pootsi är en ort i Tõstamaa kommun i landksapet Pärnumaa i sydvästra Estland. Den ligger vid Pärnuviken (en del av Rigabukten) mellan udden Torila ots i sydväst och staden Pärnu i nordöst, 130 km söder om huvudstaden Tallinn. Antalet invånare är 109.
Terrängen runt Pootsi är platt. Närmaste större samhälle är Tõstamaa, 10 km nordväst om Pootsi. 
Inlandsklimat råder i trakten. Årsmedeltemperaturen i trakten är 5 °C. Den varmaste månaden är augusti, då medeltemperaturen är 18 °C, och den kallaste är januari, med −5 °C.